# Cypr na Letnich Igrzyskach Paraolimpijskich 2012
Cypr na Letnich Igrzyskach Paraolimpijskich 2012 w Londynie reprezentowało 3 zawodników. 
Był to siódmy start reprezentacji Cypru na Letnich igrzyskach paraolimpijskich.

## Zdobyte medale
| Medal  | Zawodnik            | Dyscyplina | Konkurencja                      | Data       |
| ------ | ------------------- | ---------- | -------------------------------- | ---------- |
| Srebro | Karolina Pelendritu | Pływanie   | 100 metrów st. klasycznym (SB12) | 8 września |

## Kadra

### Lekkoatletyka
Mężczyźni
| Zawodnik       | Konkurencja | Kwalifikacje | Kwalifikacje | Finał | Finał   |
| Zawodnik       | Konkurencja | Wynik        | Pozycja      | Wynik | Pozycja |
| -------------- | ----------- | ------------ | ------------ | ----- | ------- |
| Andonis Aresti | 100 m (T46) | 11.34        | 5.           | NQ    | NQ      |
| Andonis Aresti | 200 m (T46) | 22.43        | 1. Q         | 22.40 | 4.      |
| Andonis Aresti | 400 m (T46) | 50.30        | 3. Q         | 49.59 | 4.      |

### Pływanie
Kobiety
| Zawodnik            | Konkurencja                      | Kwalifikacje | Kwalifikacje | Finał   | Finał   |
| Zawodnik            | Konkurencja                      | Czas         | Pozycja      | Czas    | Pozycja |
| ------------------- | -------------------------------- | ------------ | ------------ | ------- | ------- |
| Karolina Pelendritu | 100 metrów st. klasycznym (SB12) | 1:19.33      | 1. Q         | 1:16.38 |         |

### Strzelectwo
Mężczyźni
| Zawodnik         | Konkurencja                      | Kwalifikacje | Kwalifikacje | Finał  | Finał   |
| Zawodnik         | Konkurencja                      | Punkty       | Pozycja      | Punkty | Pozycja |
| ---------------- | -------------------------------- | ------------ | ------------ | ------ | ------- |
| Ewripidis Jeorju | Pistolet pneumatyczny 10 m (SH1) | 545          | 25.          | NQ     | NQ      |